# Lockon Stratos
 (août 2018).
Si vous disposez d'ouvrages ou d'articles de référence ou si vous connaissez des sites web de qualité traitant du thème abordé ici, merci de compléter l'article en donnant les références utiles à sa vérifiabilité et en les liant à la section « Notes et références ».
Lockon Stratos est un personnage de fiction de l'anime Gundam 00, créé par Kouga Yun et Chiba Michinori. Ce nom désigne deux personnages distincts de la série : l'un pour la saison 1, l'autre pour la saison 2.

## Neil Dylandy
Neil Dylandy est le premier gundam meisters à avoir pris le surnom de Lockon Stratos. Son surnom lui vient de sa capacité à viser très précisément d'un point de la terre jusqu'au-delà de la stratosphère terrestre, c'est-à-dire loin dans l'espace. Neil Dylandy est d'origine irlandaise, son costume de combat et la couleur de son Gundam sont d'ailleurs en rapport avec ses origines. Ses parents et sa sœur furent tués dans un attentat terroriste de Belfast, perpétré par Ali Al Saachez. Dans la saison 1, il ne déclare pas que son jeune frère a également survécu. Il prononce pour la première fois son nom au moment de mourir, après son dernier tir destiné à détruire de Gundam Throne Zwei d'Ali Al Saachez.
Neil est le leader charismatique de la première équipe des Gundam Meisters. Il a un côté fraternel avec Setsuna. Il sera le seul à accepter véritablement la venue de Setsuna en tant que Gundam Meister, en faisant abstraction complète de son âge. Au début de la série, il est le seul à avoir confiance en lui et les deux feront d'ailleurs souvent équipe, Neil couvrant l'Exia de Setsuna grâce au Dynames. Sa spécialité est le tir de précision, il pilote en compagnie de Haro, son ordinateur de bord intelligent. Si Neil s'occupe du tir de précision, alors Haro s'occupe des boucliers ou bien des ennemis s'approchant par l'arrière. 
Il découvrira tardivement la véritable identité de Setsuna en tant que terroriste rattaché au groupe responsable du meurtre de ses parents. Il sera prêt à tuer Setsuna d'une balle de revolver avant de lui avouer que tout cela ne sert à rien et que rien ne peut remplacer le passé, si ce n'est faire en sorte de changer le présent. À partir de cet instant, la volonté profonde de Neil sera tuer Al Saachez en combat singulier, tout comme Setsuna. Il sera souvent opposé à Tieria, qui lui reproche son caractère trop nonchalant. Cependant, lors d'un assaut des troupes de la fédération terrienne unifiée contre le Ptolemaïos, Tieria ne pourra pas relancer le système du Nadleeh. alors que Patrick Colasour s'apprête à lui donner le coup de grâce, Neil s'interpose et reçoit le coup de beam saber de plein fouet. C'est à ce moment seulement que Tieria reprend conscience et redémarre le Nadleeh. Gravement blessé à l'œil droit, Lockon ne sera plus en mesure de viser correctement. Tieria gardera toujours à l'esprit le dévouement dont Lockon a fait  preuve pour le sauver d'une mort certaine. C'est à partir de ce moment qu'il prendra véritablement en considération la personne de Lockon. Il sera cependant trop tard. Alors que le ptolemaïos est acculé par les forces terriennes, Tieria et Allelujah ne peuvent pas contenir les assauts adverses et Neil sort avec le Dynames, équipé d'un module d'assaut. Ne pouvant voir avec son œil droit, il est largement handicapé et même Haro ne peut l'aider dans ce cas précis. lorsqu'il doit combattre Ali al Saachez et son Gundam Throne, il ne peut rien faire et se fait désintégrer par un tir ennemi. Toujours vivant malgré cela. Il dérivera dans l'espace afin de brancher le beam rifle du Dynames sur le dernier blaster du module d'assaut. Ceci fait, il pourra désintégrer le Gundam Throne d'Al Saachez avant que le module lui-même explose, touché par un tir d'Al Saachez. Le Dynames rentre seul au Ptolemaïos avec Haro, tout l'équipage comprend que Neil est mort.      
Feldt Grace, membre de l'équipage du Ptolemaïos était très amoureuse de Lockon, elle sera certainement la plus affectée de la mort de ce dernier. Ont-ils eu une liaison auparavant ? Cela n'a jamais été montré, on sait simplement que Feldt est toujours inquiète lorsque Lockon part en mission alors que lui ne semble lui porter aucun intérêt. Cependant, l'anime Gundam 00 et surtout la saison 1, ne dévoile que très peu de choses sur l'intimité des membres de Celestial Being, et surtout de ceux présents sur le navire Ptolemaïos.

## Lyle Dylandy
Lyle est le tout jeune frère de Neil. Il est recruté en Irlande par Setsuna qui souhaite trouver un remplaçant à Lockon, afin de remonter l'équipe des Meisters. Tout le monde se méprend sur lui et croit voir en lui la réincarnation de son propre frère (fait compréhensible puisqu'il s'agit de son frère jumeau). On remarquera cependant que Lyle possède les cheveux un plus courts et moins épais que Neil. Il avoue son énervement à Allelujah lorsque ce dernier, tout juste libéré de trois ans de captivité, croit voir Neil vivant. Le poids de son aîné pèse sur ses épaules. En privé, il se plaint souvent d'être toujours comparé à lui. C'est surtout le cas avec Feldt, qui, n'ayant pas oubliée Neil, croit pendant longtemps qu'elle le retrouvera  dans les bras de Lyle. Mais étrangement, ce dernier a un comportement plus direct, plus franc et plus déroutant que Neil. Il est aussi un peu plus arrogant lorsqu'il croit pouvoir séduire Feldt très facilement. C'est également un séducteur avéré, preuve en est sa réaction humoristique-jalouse après qu'Allelujah ait retrouvé Marie. Il finira par avoir une liaison avec Anew Returner, nouvelle mécanicienne du Ptolemaios II. Lorsqu'il apprendra que celle-ci est une Innovator, il fera tout pour la raisonner. Il tentera de l'empêcher de combattre en ne faisant que se défendre. Cependant, Setsuna finira par tuer la jeune femme, de peur que Lockon ne finisse par mourir, "une seconde fois".
Ses caractéristiques de pilotage sont les mêmes que celles de son frère. juste après avoir rejoint les Celestial Being, il fait semblant de ne pas savoir piloter un MS, alors même qu'il a appris au sein de Katharon, l'organisation anti-gouvernementale qui le met en lien avec les Celestial Being. Comme son frère, il est un spécialiste du tir de précision. Il le démontrera notamment lorsqu'il s'agira de détruire la première arme satellite, puisque ce sera lui qui donnera le coup de grâce. Il pilote le gundam Cherudim, amélioration du Gundam Dynames de son frère. Le plus souvent, il est associé à Allelujah en position de tireur de couverture ou de couvreur du Prolemaïos II. Il sera même prit en charge par ce dernier lorsqu'il s'agira d'aller aider Tieria et Setsuna contre Al Saachez, Sumeragi Lee Noriega appelant même les deux gundams, l'escadron Allelujah. Les capacités de Lockon sont étranges. Dans la saison 2, le Cherudim possède des nacelles de boucliers et de beam riffle, commandées vraisemblablement depuis le gundam lui-même. Lyle fait appel à Haro pour pouvoir les déclencher, mais après, on ne sait si c'est Haro ou Lyle qui les commande. 